# Hanna Henning
Hanna Henning, née le 16 août 1884 à Stuttgart et morte le 9 janvier 1925  à Berlin, est une réalisatrice allemande. Elle est une des pionnières du cinéma allemand.

## Filmographie partielle
- 1916 : Bubi ist eifersüchtig (en)
- 1916 : Im Banne des Schweigens (en)
- 1920 : Das große Licht
- 1921 : Die Furcht vor dem Weibe (en)
- 1921 : Der Dämon von Kolno (en)
- 1922 : Am roten Kliff (en)